# Brokind
Brokind (uttal /brʊˈɕɪnd/, med betoning på kind) är en tätort i Linköpings kommun i Östergötland. Brokind ligger cirka 27 km söder om Linköping invid sjön Lilla Rängen. 

## Historia

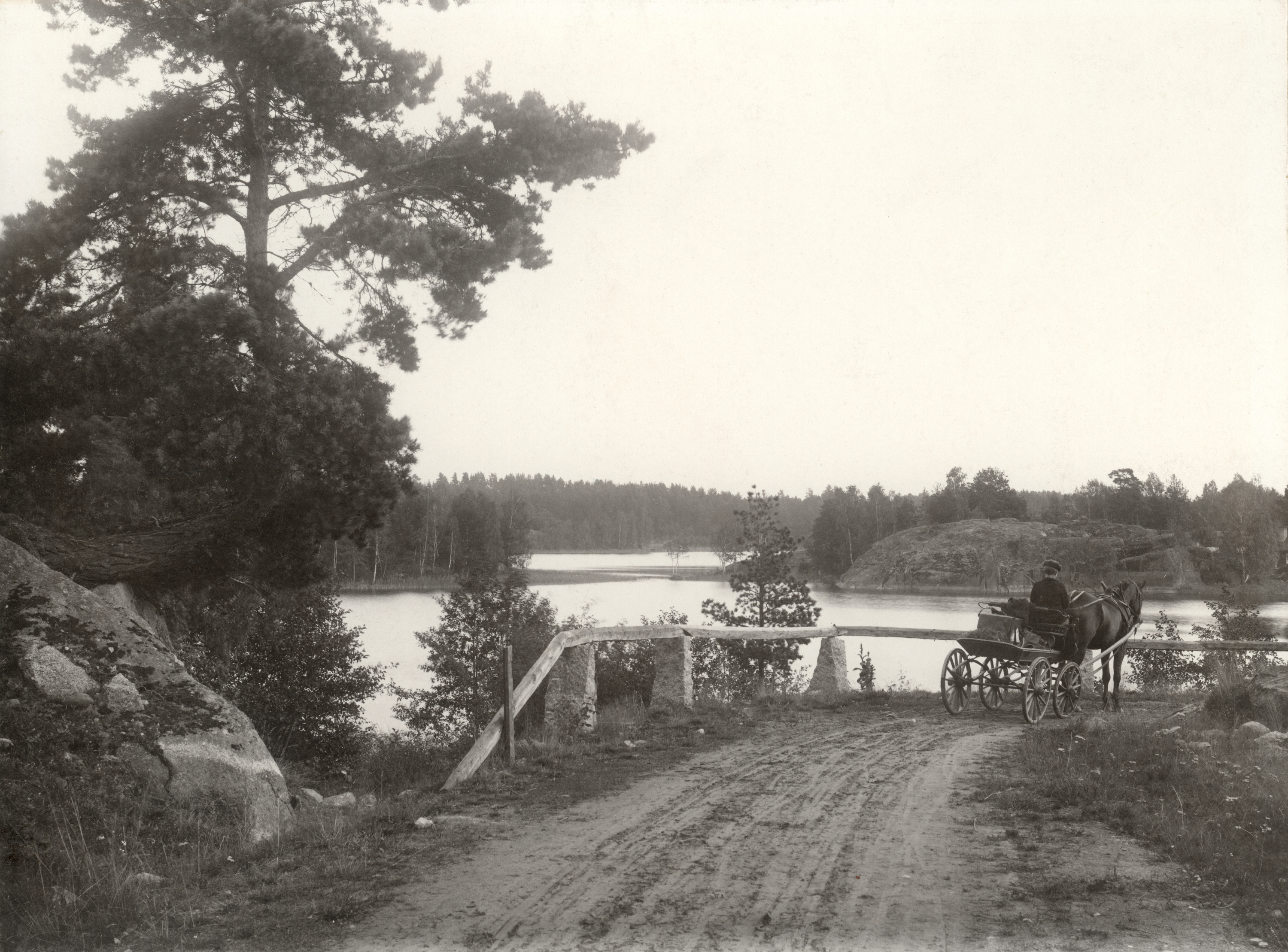
Landsvägsmotiv nära Brokinds station, tidigt 1900-tal.

Namnet betyder "Bro i Kinds härad" och syftar på en bro som gick över sundet mellan sjöarna Järnlunden och Lilla Rängen. Namnet kan härledas tillbaka till 1362 då orten kallades Broo. 
År 1904 byggdes ett kapell på orten, som år 1999 flyttades till friluftsmuseet Gamla Linköping.

### Befolkningsutveckling

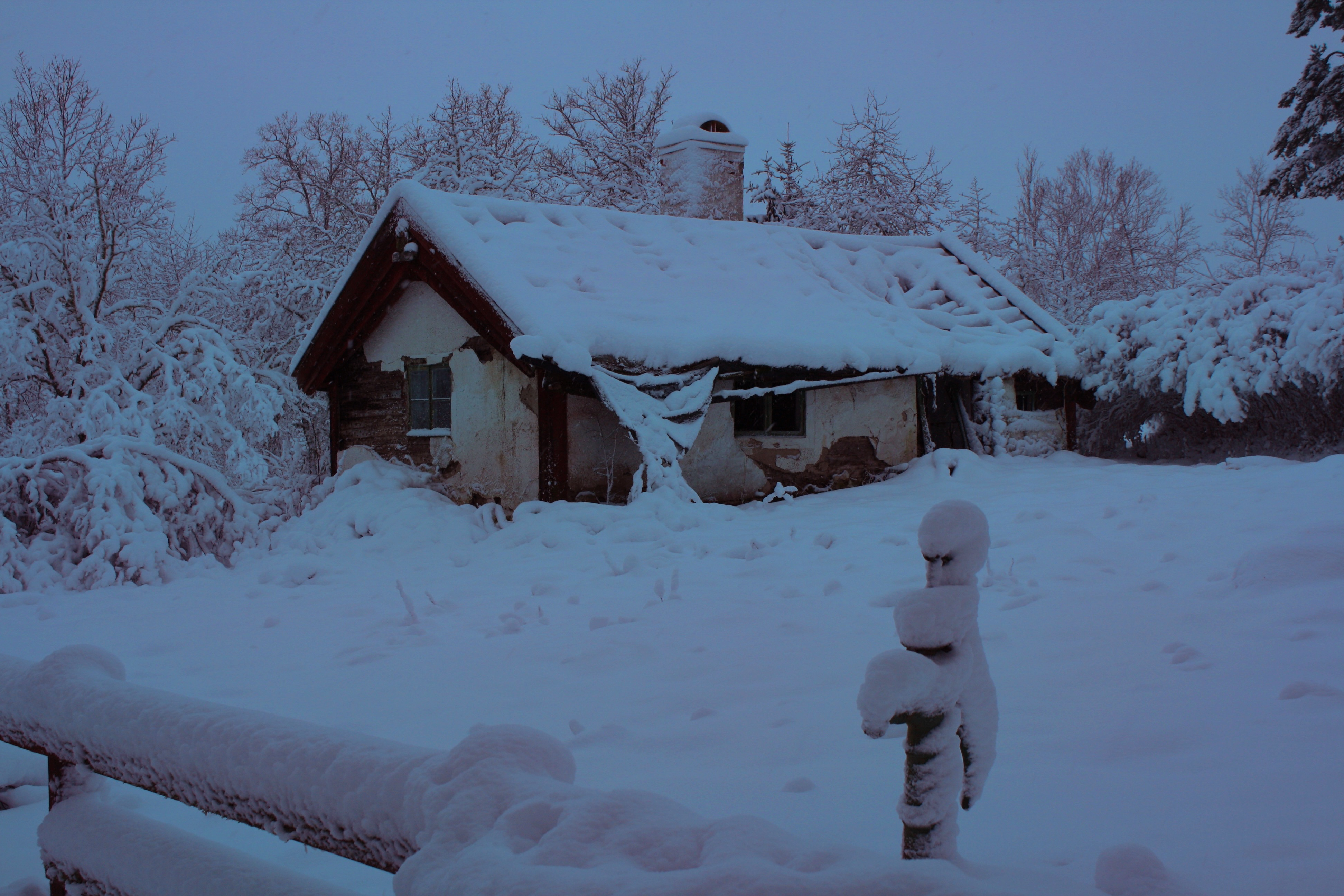
I denna byggnad, som ligger strax söder om Brokind, bedrevs folkskola på 1800-talet.

| Befolkningsutvecklingen i Brokind 1950–2020 | Befolkningsutvecklingen i Brokind 1950–2020 | Befolkningsutvecklingen i Brokind 1950–2020 | Befolkningsutvecklingen i Brokind 1950–2020 | Befolkningsutvecklingen i Brokind 1950–2020 |
| --- | ------------------------------------------- | ------------------------------------------- | ------------------------------------------- | ------------------------------------------- |
| |                                             |                                             |                                             |                                             |
| År |                                             |                                             | Folkmängd                                   | Areal (ha)                                  |
| 1950 | 1950                                        |                                             | 292                                         | ##                                          |
| 1960 | 1960                                        |                                             | 194                                         | ¤                                           |
| 1970 | 1970                                        |                                             | 223                                         | 60                                          |
| 1975 | 1975                                        |                                             | 248                                         | 60                                          |
| 1980 | 1980                                        |                                             | 319                                         | 60                                          |
| 1990 | 1990                                        |                                             | 485                                         | 65                                          |
| 1995 | 1995                                        |                                             | 517                                         | 65                                          |
| 2000 | 2000                                        |                                             | 497                                         | 65                                          |
| 2005 | 2005                                        |                                             | 526                                         | 65                                          |
| 2010 | 2010                                        |                                             | 502                                         | 64                                          |
| 2015 | 2015                                        |                                             | 499                                         | 69                                          |
| 2020 | 2020                                        |                                             | 539                                         | 80                                          |
| Anm.: Mindre än 200 invånare 1960; Ny tätort 1970 ## Som tätort/befolkningsagglomeration 1920–1950. ¤ Som tätortsbebyggelse med 150-199 invånare |                                             |                                             |                                             |                                             |

## Samhället
I Brokind finns ett flertal hästgårdar, en skola som sträcker sig till 6:e klass, en badplats, tre fotbollsplaner ett elljusspår och en affär. Sedan 2018 finns även en fullstor idrottshall.
Vid Brokinds slott finns en sluss som förenar Lilla Rängen med Järnlunden. Sjöarna är en del av Kinda kanal som börjar i Linköping. 
Brokinds naturreservat består av fyra ekbevuxna områden. I området runt Brokinds skola ("Skolhagen") finns en av de vackraste och artrikaste ekhagarna i eklandskapet söder om Linköping. 
Lumpgölen ligger nära Brokind.

## Galleri

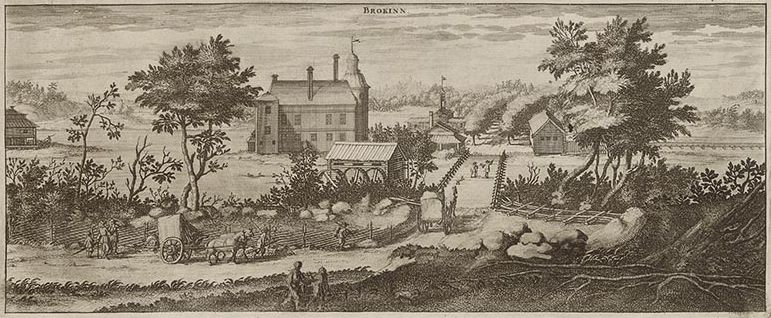
Brokinds slott och dess omgivningar omkring 1700, ur Suecia antiqua et hodierna.

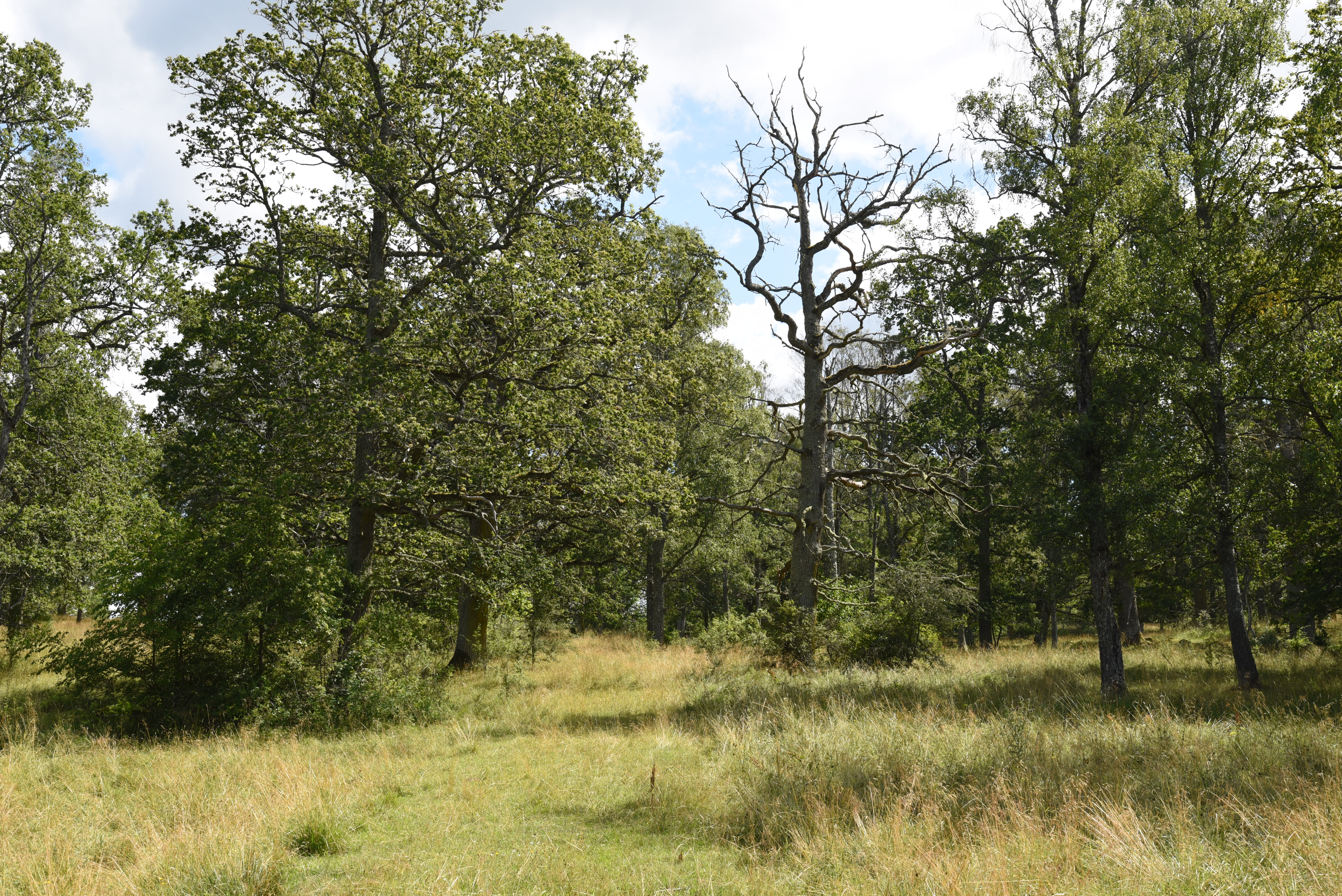
Brokinds lövskog

## Kända personer från Brokind
- Anton Tinnerholm